# Partit del Treball (Turquia)
El Partit del Treball (turc Emek Partisi, EP) és un partit polític de Turquia fundat el 1996 per Abdullah Levent Tüzel. A causa de la seva prohibició pel Tribunal Constitucional de Turquia, es va refundar amb el nom d'Emeğin Partisi (Partit del Treball, EMEP) el mateix any. El 2005 va recuperar el seu antic nom, però va mantenir l'abreviatura d'EMEP.
El partit defineix la seva ideologia com a socialisme científic, en referència al Partit Comunista Revolucionari de Turquia com el partit revolucionari il·legal de la classe obrera. L'EMEP es presenta, per altra banda, com un partit obert dels treballadors. La seva posició ideològica està d'acord amb la línia de la Conferència Internacional de Partits i Organitzacions Marxista-Leninistes (Unitat i Lluita). En el seu programa, l'EMEP identifica el seu objectiu com la creació d'una Turquia independent i democràtica.
El partit publica el diari Evrensel (Universal), identificat com el diari dels treballadors i com una eina principal de la propaganda, l'agitació i l'organització d'activitats. 

## Resultats electorals

### Eleccions Generals
| Any       | Vots      | %    | Escons  | Notes                                                                                 |
| --------- | --------- | ---- | ------- | ------------------------------------------------------------------------------------- |
| 1999      | 51.752    | 0,17 | 0 / 550 | [ 1 ]                                                                                 |
| 2002      | 1.933.680 | 6,14 | 0 / 550 | Dins del DEHAP, que no va aconseguir cap escó.                                        |
| 2007      | 26.292    | 0,08 | 0 / 550 | [ 3 ]                                                                                 |
| 2011      | 32.128    | 0,07 | 0 / 550 |                                                                                       |
| Juny 2015 | -         | -    | -       | No hi van participar.                                                                 |
| Nov 2015  | -         | -    | -       | No hi van participar.                                                                 |
| 2018      | -         | -    | -       | No hi van participar.                                                                 |
| 2023      | 4,800,607 | 8.90 | 2 / 550 | Dins del DEM Parti (61 diputats) i l'Aliança del Treball i la Llibertat, 65 en total. |

### Eleccions locals
| Any  | Vots   | %    | Escons | Notes |
| ---- | ------ | ---- | ------ | ----- |
| 1999 | 29,499 | 0,09 | 0      |       |
| 2004 | 15,648 | 0,05 | 0      | [ 4 ] |
| 2009 | 45,761 | 0,11 | 2      | [ 5 ] |